# Ținutul Krasnodar
Ținutul Krasnodar este o regiune din Rusia cu statut de subiect federal. Centrul administrativ al regiunii este orașul Krasnodar.

## Geografie
Ținutul se află în nordul Caucazului. Se învecinează, începînd de la vest, conform acelor ceasornicului: cu Strâmtoarea Kerci și Marea Azov (care o separă de Republica Crimeea), regiunea Rostov, Ținutul Stavropol, Republica Caraceavo-Cercheză și Georgia (republica Abhazia). O enclavă în interiorul regiunii este Adîgeia. În partea de sud a regiunii, la țărmul Mării Negre, se află orașele Novorosiisk și Soci.

## Demografie
Teritoriul regiunii a fost populat de cazaci. Cazacii din Kuban sunt azi considerați etnici ruși. Coloniștii armeni au populat zona cel puțin din veacul al 18-lea.
Conform recensămîntului din 2002, populația era 5.125.221 locuitori, din care 4.436.272 ruși (86,6%), 274.566 armeni (5,36%), 131.774 ucraineni (2,57%), 26.540 greci (0,52%), 26.260 bieloruși (0,51%).
În ținutul Krasnodar au fost colonizate în secolul XIX câteva comunități de români basarabeni care se autoidentifică prin infranimul de moldoveni și care, actualmente, sunt atestați în 8 localități. În unele din aceste localități românii sunt majoritari (Moldovanskoe, Mekerstuk, Șabanovskoe).
1. ↑  Constituția Federației Ruse, accesat în 14 octombrie 2016
2. ↑   https://web.archive.org/web/20210513133711/https://www.consultant.ru/document/cons_doc_LAW_417998/2ff7a8c72de3994f30496a0ccbb1ddafdaddf518/, arhivat din original la 29 septembrie 2023 Lipsește sau este vid: |title= (ajutor)